# Diocese de Jhansi
A Diocese de Jhansi (Latim:Dioecesis Ihansiensis) é uma diocese localizada no município de Jhansi, no estado de Utar Pradexe, pertencente a Arquidiocese de Agra na Índia. Foi fundada em 12 de janeiro de 1940 pelo Papa Pio XII. Inicialmente foi fundada como prefeitura apostólica, sendo elevada a diocese em 1954 Com uma população católica de 4.150 habitantes, sendo 0,0% da população total, possui 31 paróquias com dados de 2018.

## História
Em 12 de janeiro de 1940 o Papa Pio XII cria a Prefeitura Apostólica de Jhansi a partir da Diocese de Allahabad. Em 1954 a prefeitura apostólica é elevada a diocese com o nome atual de Diocese de Jhansi. Em 1999 a diocese perde território para a formação da Diocese de Gwalior.

## Prelados
A seguir uma lista de bispos desde a criação da prefeitura apostólica em 1940. Em 1954 é elevada a diocese.
|                       | Nome                            | Período     | Notas                                           |
| Bispos                | Bispos                          | Bispos      | Bispos                                          |
| --------------------- | ------------------------------- | ----------- | ----------------------------------------------- |
| 5º                    | Wilfred Gregory Moras           | 2024-       | Atual                                           |
| 4º                    | Peter Parapullil                | 2012 - 2024 | Bispo emérito                                   |
| 3º                    | Frederico D'Souza               | 1977 - 2012 |                                                 |
| 2º                    | Baptista Mudartha               | 1967 - 1976 | Nomeado Bispo de Allahabad                      |
| 1º                    | Francisco Xavier Fench, OFM Cap | 1954 - 1967 | Nomeado Bispo de Muzuca em Biezacena na Tunísia |
| Bispo coadjutor       |                                 |             |                                                 |
|                       | Wilfred Gregory Moras           | 2024        |                                                 |
| Prefeitos apostólicos |                                 |             |                                                 |
| 2º                    | Francisco Xavier Fench, OFM Cap | 1946 - 1954 | Nomeado Bispo dessa diocese                     |
| 1º                    | Joseph Angel Poli, OFM Cap      | 1940 - 1946 | Administrador apostólico 1940 - 1946            |